# مبارز اهل کنتاکی

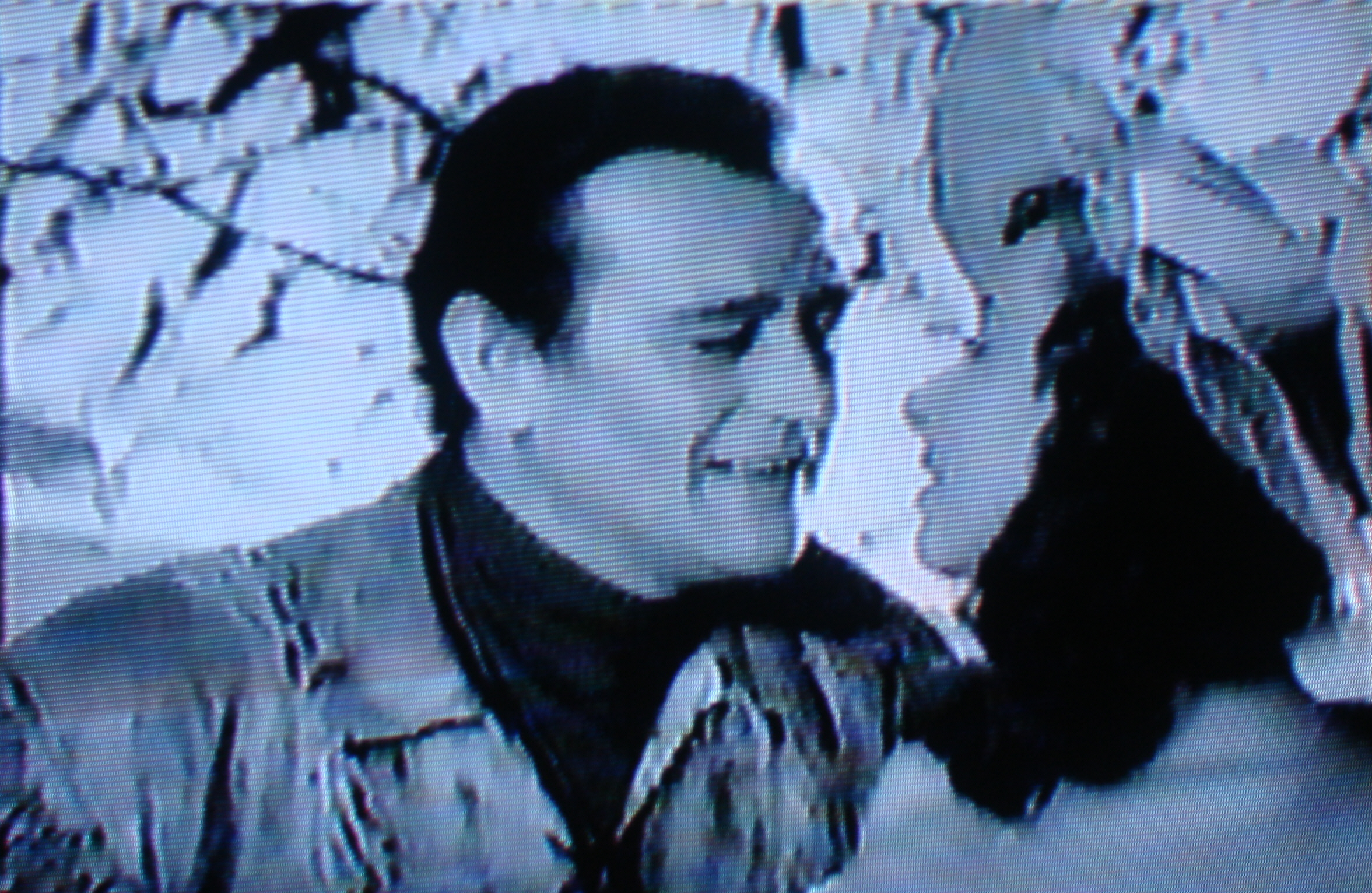
جان وین و ورا رالستون در صحنه‌ای از مبارز اهل کنتاکی (۱۹۴۹)

مبارز اهل کنتاکی (انگلیسی: The Fighting Kentuckian) فیلمی کمدی اکشن با بازی جان وین و اولیور هاردی، نویسندگی و کارگردانی جرج واگنر و محصول  ریپابلیک پیکچرز است که در سال ۱۹۴۹ میلادی منتشر شد.

## بازیگران
- جان وین
- اولیور هاردی
- ورا رالستون
- فیلیپ دورن
- ماری ویندسور
- جان هاوارد
- گرانت ویثرز
- می مارش
- جینو کورادو
- هنک وردن
- جک پنیک
- اودت میرتیل
- پال فیکس
- میکی سیمپسون
- فرد گراهام
- هَنک بل